# Murdelio
Murdelio – polski herb szlachecki, przyniesiony z Chorwacji.

## Opis herbu
Oto jak herb blazonuje Bartosz Paprocki w Herbach rycerstwa polskiego:

(...) w polu czerwonym miesiąca żółtego i krzyża, pod spodkiem gwiazdy.

Warto zwrócić uwagę na błąd rytownika, powielany w późniejszych herbarzach, który przedstawił gryfa w klejnocie zwróconego w lewo.
Opis zgodny z zasadami współczesnego blazonowania, zaproponowanymi przez Alfreda Znamierowskiego, brzmi następująco:
W polu czerwonym, pod półksiężycem z zaćwieczonym krzyżem łacińskim złotym, takaż gwiazda.
Klejnot: Pół gryfa srebrnego, o orężu złotym.
Labry: Czerwone, podbite złotem.

## Najwcześniejsze wzmianki
Pierwszą wzmiankę pisaną oraz ikonograficzną znaleźć można w Herbach rycerstwa polskiego Paprockiego. Według niego, herb został przyniesiony z Chorwacji w XV wieku, przez Jerzego Murdelio, przezwanego od ojczyzny (Kroacja), "Karwatem". Rycerz miał wspomóc króla polskiego w wojnie z Zakonem, co pozwala ustalić rok jego przybycia na okolice 1450.

## Herbowni
Najpełniejszą listę herbownych stworzył Tadeusz Gajl w Herbarzu polskim od średniowiecza do XX wieku z 2007 roku. Lista zawiera 35 nazwisk:
Brasewicz, Brasiejewicz, Dyniatyński, Kagiel, Karwat, Kimborowicz, Kimbortowicz, Kniażewski, Knieżewski, Kogiel, Kowalski, Kozakiewicz, Lubecki, Mikołajewicz, Mładowski, Młodawski, Młodowski, Mordasewicz, Murdelio, Narwał, Piotrowicz, Skarski, Snacki, Snarski, Sznarski, Szparski, Wizgerd, Wizgert, Wizgird, Wizgirt, Włodawski, Wołczański, Wołczaski, Zalepucha, Żyliński.
Występują tu zatem mające według Paprockiego pierwotny charakter nazwiska Karwat i Murdelio. Paprocki wzmiankuje też Młodawskiego - nazwisko urobione od jednej z wiosek w posiadaniu potomków Jerzego.

## Odmiany
Murdelio, jako relatywnie rzadki herb, nie wykształcił wielu odmian. Juliusz Karol Ostrowski przytacza tylko trzy: litewski Kniaziewicz, litewski, przeniesiony do Prus i Kurlandii Kniaziewicz II i Oskierka, przynależny rodzinie z okolic Mozyrza. Dodatkowo, Ostrowski nie jest pewny, czy herb Piotrowicz wywodzi się od Leliwy czy od Murdelio. Alfred Znamierowski twierdzi, że jest to odmiana Murdelio, zaś Tadeusz Gajl nie.